# Federación Laborista
La Federación Laborista (Federazione Laburista) (FL) fue un pequeño partido político italiano socialdemócrata.
Fue fundado en 1994 por antiguos miembros del Partido Socialista Italiano (PSI) y estaba en estrecha alianza con el Partido Democrático de la Izquierda (PDS), con la que se fusionó en 1998 para formar Demócratas de Izquierdas (DS). Aquellos que se opusieron a esta fusión se unieron a Socialistas Italianos (SI) y otros grupos socialistas para formar Socialistas Demócratas Italianos (SDI). El líder del partido era Valdo Spini.
En 1998, tras la fusión con DS, FL se convirtió en una corriente interna con el nombre de Laboristas–Socialistas Liberales (Laburisti–Socialisti Liberali), liderados por Carlo Carli.
En 2007, muchos miembros de esta corriente y Spini mismo se opusieron a la fundación del Partido Democrático, en el que DS se integró; estos miembros más tarde se unieron al Partido Socialista. Los que decidieron unirse al Partido Demócrata participaron en éste a través de A la izquierda y se integraron en él el 5 de julio de 2008.